# Hydatoscia melia
Hydatoscia melia là một loài bướm đêm trong họ Geometridae.